# Shaded silver
Shaded silver är en kattras, en av de många varianterna av perserkatterna. Den är nära besläktad med chinchilla-persern. Rasen är mycket användbar inom avel men har själv inte etablerat sig som någon särskilt populär ras. Ursprungslandet är Storbritannien.
Shaded silver är en medelstor och kraftig katt med ett klotformat huvud och små öron som sitter ganska brett isär. Dess ögon är stora och runda. Ögonfärgen är smaragdgrön. Shaded silver-katten har en lång och tät päls. Pälsen är mörkare än chinchillans päls och den är mer silkesaktig. Underpälsen är vit med svarta toppar. Den svarta färgen utgör ungefär en tredjedel av hårstråt.
Shaded silver katter är vänskaplig, tillgiven och ofta mer utåtriktad än andra perserkatter.